# Мохаммад Носраті
Мохаммад Носраті (перс. محمد نصرتی, нар. 11 січня 1982, Кередж) — іранський футболіст, захисник клубу «Машін Сазі».
Виступав, зокрема, за клуб «ПАС Тегеран», а також національну збірну Ірану.

## Клубна кар'єра
У дорослому футболі дебютував 1999 року виступами за команду клубу «ПАС Тегеран», в якій провів один сезон. 
Протягом 2000—2001 років захищав кольори команди клубу «Абумослем».
Своєю грою за останню команду знову привернув увагу представників тренерського штабу клубу «ПАС Тегеран», до складу якого повернувся 2001 року. Цього разу відіграв за команду з Тегерана наступні шість сезонів своєї ігрової кар'єри.
Згодом з 2007 по 2016 рік грав у складі команд клубів «Персеполіс», «Аль-Наср» (Ер-Ріяд), «Трактор Сазі», «Персеполіс», «Пайкан» та «Гостареш Фулад».
До складу клубу «Машін Сазі» приєднався 2016 року. Відтоді встиг відіграти за тебризьку команду 18 матчів в національному чемпіонаті.

## Виступи за збірну
У 2002 році дебютував в офіційних матчах у складі національної збірної Ірану. Наразі провів у формі головної команди країни 79 матчів, забивши 5 голів.
У складі збірної був учасником кубка Азії з футболу 2004 року у Китаї, на якому команда здобула бронзові нагороди, чемпіонату світу 2006 року у Німеччині, кубка Азії з футболу 2007 року у чотирьох країнах відразу, кубка Азії з футболу 2011 року у Катарі.

## Титули і досягнення
- Переможець Азійських ігор: 2002
- Бронзовий призер Кубка Азії: 2004
- Переможець Чемпіонату Західної Азії: 2004